# Власовка (Северо-Казахстанская область)
Власовка (каз. Власовка) — село в Аккайынском районе Северо-Казахстанской области Казахстана. Административный центр Власовского сельского округа. Код КАТО — 595837100.

## Население
В 1999 году численность населения села составляла 925 человек (433 мужчины и 492 женщины). По данным переписи 2009 года, в селе проживало 771 человек (366 мужчин и 405 женщин).

## История
Село Власовка предположительно было основано в 1910 году. Свое название получила в честь первого поселенца Власа Григорьевича Яцуна, который был направлен в ссылку в Акмолинскую губернию, но не доехав до места назначения, поселился в Акпасайской раките, так называлось место, где он поставил свою землянку.